# Liebesjahre
Liebesjahre ist ein Filmdrama von Matti Geschonneck aus dem Jahr 2011.

## Handlung
Vera schwelgt in Erinnerungen, als sie das alte Haus an der Nordsee betritt, in dem sie und ihr Exmann Uli ihre gemeinsamen Töchter großgezogen haben. Das Haus steht seit Jahren leer, am folgenden Tag soll es verkauft werden. Als sie das ehemalige Schlafzimmer betritt, fällt sie aus allen Wolken, als sie ausgerechnet Uli dort antrifft, der es sich mit seiner neuen Liebe, einer jungen Frau, im ehemaligen gemeinsamen Ehebett gemütlich gemacht hat. Das findet Vera unangemessen und taktlos.
Während Uli das Geschehen zu genießen scheint, beginnt Vera damit, Listen abzuarbeiten, mit denen sie den Bestand im ehemaligen Haushalt abgleicht um den Verkauf des Hauses schnellstmöglich abzuwickeln und hinter sich zu bringen. Nachfragen von Uli, warum sie das Haus denn eigentlich, und vor allem so plötzlich, verkaufen will, weicht Vera aus. Daher vermutet Uli, dass Vera etwas zu verbergen hat.
Als Veras neuer Lebensgefährte Darius das Haus betritt, ist die Verwirrung komplett und die Handlung des Films nimmt Fahrt auf: Während die Männer versuchen, sich gegenseitig beim Transport der Möbel in der Schnelligkeit zu übertrumpfen, zerstreiten sich die Frauen. Vera erfährt im Laufe der angespannten Situation, dass Ulis neue Liebe offenbar gar nicht weiß, dass er sich vor Jahren hat sterilisieren lassen.
Die Situation spitzt sich zu, als Uli im Haus ein Foto findet, auf dem die schöne Zeit, die er mal mit Vera hatte, abgebildet ist. Die beiden beginnen sodann, sich gegenseitig ihre früheren Verfehlungen und Versäumnisse an den Kopf zu werfen. Alles Dinge, die sie sich früher nie gesagt hatten und somit keiner von beiden eine Chance hatte, seine Verfehlungen rechtzeitig korrigieren zu können.
Nachdem alle beteiligten Personen am Abend dem Alkohol zugesprochen haben, beruhigt sich die Lage und Vera landet mit Uli auf dem alten, gemeinsamen Ehebett. In diesem, ersten versöhnlichen Moment in der gesamten Handlung erfährt Uli, warum Vera das Haus verkaufen möchte: Sie ist unheilbar krank.

## Produktionsnotizen
Der Film hatte am 5. Dezember 2011 in Deutschland seine Premiere im deutschen Fernsehen.

## Kritiken
„Wehmütige Suche nach verlorenem Glück“